# Elimane Cissé
Elimane Oumar Cissé (ur. 12 marca 1995 w Dakarze) – senegalski piłkarz występujący na pozycji pomocnika, zawodnik kanadyjskiego klubu Forge FC. Były reprezentant reprezentacji Senegalu.

## Życiorys

### Kariera klubowa
W latach 2014–2018 był zawodnikiem senegalskiego klubu Diambars FC.
26 lutego 2019 podpisał kontrakt z kanadyjskim klubem Forge FC (Canadian Premier League), umowa do 30 listopada 2020.

### Kariera reprezentacyjna
Był reprezentantem Senegalu w kategorii wiekowej U-20. Wystąpił na Mistrzostwach Afryki U-20 w 2015 we wszystkich pięciu meczach (również w finale), w którym przegrali 0:1 z Nigerią. Następnie został powołany na Mistrzostwa Świata U-20 w 2015, gdzie zagrał w sześciu meczach (zajęli 4. miejsce).
W seniorskiej reprezentacji Senegalu zadebiutował 11 lutego 2016 na stadionie Marlins Park (Miami, Stany Zjednoczone) w przegranym 0:2 meczu towarzyskim przeciwko reprezentacji Meksyku.

## Sukcesy

### Klubowe
Forge FC
- Zwycięzca Canadian Premier League: 2019